# Piotr Duda
Piotr Duda (Wielowieś, 1962. július 15. –) lengyel szakszervezeti aktivista, 2010. október 21-től a Szolidaritás Független Önkormányzó Szakszervezet elnöke.

## Élete
1980-tól a Huta Gliwice (Gliwicei Kohó) dolgozója. 1981. és 1983. között katonai szolgálatát töltötte, részt vett az UNDOF Lengyel Katonai Kontingensében, Szíriában. Ezt követően újra Gliwicében dolgozott
1992-ben beválasztották a Szolidaritás Szakszervezet Üzemi Bizottságába, 1995-től a Szilézia-Dąbrowski Régió Hivatala Elnökségének tagja. Két évvel később a Régió Hivatalának kincstárnoka. 2002-ben a Régió elnökévé választották, majd 2006-ban és 2010-ben is újraválasztották. A Szolidaritás Szakszervezet Országos Bizottságának tagja.
2010. október 21-én a Szolidaritás wrocławi kongresszusán a szakszervezet elnökévé választották, 166:139-es szavazataránnyal győzte le a korábbi elnököt Janusz Śniadeket.